# 栋特里安
栋特里安（法語：Dontrien，法語發音：[dɔ̃tʁijɛ̃]）是法国马恩省的一个市镇，属于兰斯区。

## 地理
栋特里安（49°14'22"N, 4°24'44"E）面积12.66 平方千米，位于法国大東部大區马恩省，该省份为法国东北部内陆省份，北起阿登省，西北接埃纳省，西南接塞纳-马恩省，南至奥布省，东南接上马恩省，东临默兹省。
与栋特里安接壤的市镇（或旧市镇、城区）包括：圣马丹勒勒、皮河畔圣苏普莱、沃德桑库尔。
栋特里安的时区为UTC+01:00、UTC+02:00（夏令时）。

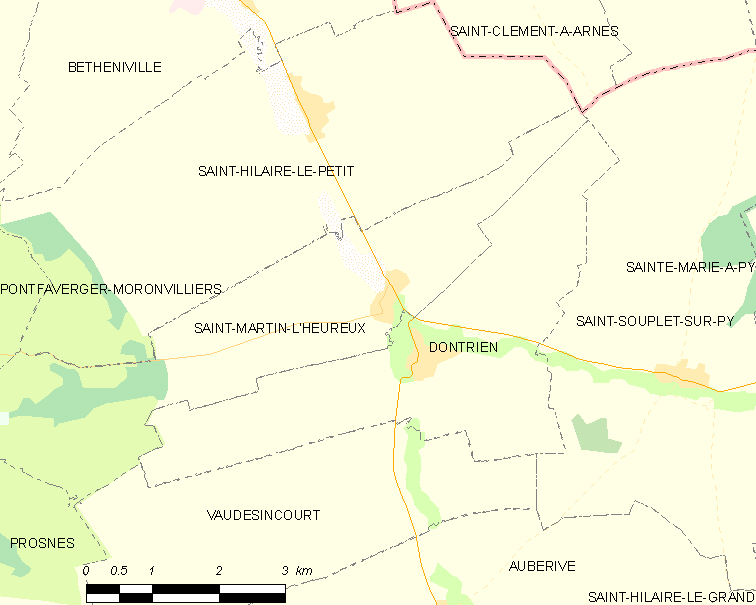
栋特里安的OSM定位图

## 行政
栋特里安的邮政编码为51490，INSEE市镇编码为51216。

## 政治
栋特里安所属的省级选区为穆尔默隆-韦勒-香槟山县。

## 人口

1962-2008年间栋特里安人口变化图示

栋特里安于2022年1月1日时的人口数量为259人。